# Форт Обен-Нефшато

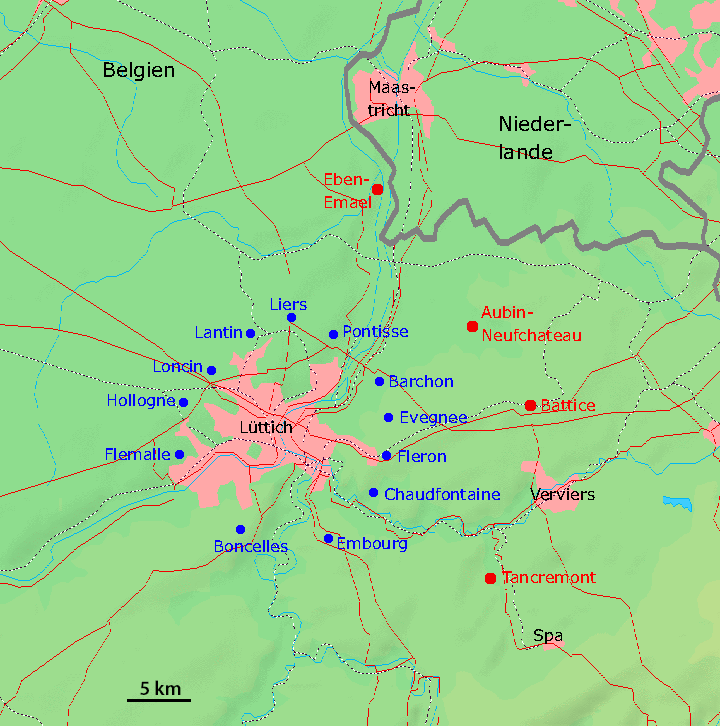
Система Льєзького фортифікаційного комплексу

Форт Обен-Нефшато (фр. Fort d'Aubin-Neufchâteau вимовляється: [fɔʁ dobɛ̃ nøʃɑto]) — бельгійський форт, що входив до Льєзького фортифікаційного комплексу бельгійської армії. Розташовувався поблизу сучасного округу Нефшато біля міста Далема неподалік від бельгійсько-голландського кордону. Будувався у 1932—1935 роках, як складова частина зовнішньої лінії фортифікаційних споруд по периметру Льєжа, з метою посилення чинних 12 фортів, споруджених у 1880-ті роки за проектом відомого бельгійського генерала-інженера Анрі Бріальмона. Форт Обен-Нефшато став останнім з бельгійських фортів, який капітулював перед німцями під час їхнього вторгнення тільки 21 травня 1940 року.

## Зміст
Споконвічно форт Обен-Нефшато будувався разом з іншими трьома фортецями, розташованими на східних підступах до міста Льєж. Форти Ебен-Емаель, Танкремон, Батіс та Обен-Нефшато утворювали зовнішнє кільце оборони й становили так званий «перший фортифікаційний рубіж Льєжа» (фр. Position Fortifiée de Liège 1 (PFL I), у той час, як 12 старих фортів утворювали «другий фортифікаційний рубіж Льєжа» (фр. Position Fortifiée de Liège 2 (PFL II).

### Конструкційна схема
Конструкційна схема фортеці Обен-Нефшато складалася з групи блоків, перед якими була вирита система окопів та траншей. На поверхні форту була тільки верхівка блоків, решта вбудована вглиб скелястих порід.
- Блок B.III — блок, оснащений легкою зброєю, прожектором та куполами спостерігачів, в якому розташовувався головний вхід до фортеці, з підйомним мостом.
- Блок B.II і B.I — фортифікаційні каземати, озброєний підйомними подвійними 75-мм гарматами (Model 1934), з радіусом ведення вогню до 10,5 км.
- Блок B.M. — так званий мінометний блок у центрі конструкції форту, оснащений системою спостереження та трьома 81-мм мінометами.

На підступах до форту були контрескарпні позиції, C.I, C.II та C.III, пристосовані для ведення артилерійського вогню з підготовлених позицій 47-мм польовим гарматам, кулеметам та для метання гранат. Блок B.O. мав вихід у надзвичайній ситуації, а Блок B.P. у мирний час використовував резервний вхід. Блок K будувався як муляж справжнього блоку форту.